# Bar Belfer
Bar Belfer (in lingua ebraica: בר בלפר; Tel Aviv, 26 gennaio 1989) è un'attrice, militare e giornalista israeliana.

## Biografia
Dopo essersi diplomata presso la scuola musicale Alon Ramat Hasharon si è dedicata alla carriera di attrice. Nel 2006 ha interpretato, nel ruolo della protagonista, il film Qualcuno con cui correre diretto da Oded Davidoff. Il film, tratto dal romanzo omonimo di David Grossman, le ha procurato diversi premi e nomination sia in patria che negli USA.
Nel 2007 dopo essersi arruolata nell'IDF ha coperto il ruolo di reporter per la cronaca nella radio dell'esercito.
Il 23 marzo 2010, durante il servizio, è rimasta coinvolta e gravemente ferita in un incidente stradale avvenuto a Tel Aviv.
L'attrice è stata investita da un'auto dopo che era scesa dal suo veicolo a causa di un guasto. Dopo aver trascorso tre settimane nel reparto di terapia intensiva, i medici hanno constatato che era in grado di respirare autonomamente e il 16 maggio del 2010 è stata dimessa per essere curata in una clinica per riabilitazione di lungo periodo a Tel Hashomer.
Nel corso dei mesi successivi ha mostrato significativi segni di miglioramento, guadagnando livelli di coscienza sempre migliori. Durante il mese di luglio del 2010, avendo parzialmente recuperato le capacità di parlare e camminare, è tornata a dormire nella casa di famiglia recandosi in ospedale solo per la terapia.
Dopo essere stata congedata dall'esercito durante l'estate, il 19 settembre, in occasione delle festività dello Yom Kippur, è stata invitata a parlare alla radio militare dove aveva lavorato. Le sue condizioni sono in miglioramento seppur con ancora qualche problema alla vista e all'uso della parola.
Il 17 ottobre 2010, in occasione dei festeggiamenti del sessantesimo anniversario della radio militare israeliana, è tornata temporaneamente al suo posto di speaker dando notizia di un avvistamento di UFO nei cieli di Washington.